# Bommagölen
Bommagölen är en sjö i Jönköpings kommun i Småland och ingår i Motala ströms huvudavrinningsområde. Sjöns area är 0,036 kvadratkilometer och den är belägen 218 meter över havet.